# Dals församling, Linköpings stift
Dals församling är en församling i Vadstena pastorat i Vätterbygdens kontrakt i Linköpings stift. Församlingen ligger i Vadstena kommun i Östergötlands län.
Församlingen bildades 2006 genom sammanslagning av Herrestads församling, Källstads församling, Nässja församling, Rogslösa församling, Väversunda församling och Örberga församling.

## Kyrkor
- Herrestads kyrka
- Källstads kyrka
- Nässja kyrka
- Rogslösa kyrka
- Väversunda kyrka
- Örberga kyrka